# Holcot
Holcot is een civil parish in het bestuurlijke gebied Daventry, in het Engelse graafschap Northamptonshire met 438 inwoners.